# Catonephele chromis
Catonephele chromis E. Doubleday, [1848] é uma borboleta neotropical da família Nymphalidae. É nativa da Colômbia, Equador, Peru, Bolívia e Brasil amazônico; com sua localidade tipo originalmente descrita como "Honduras". Machos são de uma coloração negra uniforme, vistos por cima, com uma faixa fortemente amarela ou alaranjada cruzando as asas do animal e sem chegar às suas bordas, mais acima com outra parte de mesma coloração, transversal e levemente retangular; com fêmeas mais escassas, negras e com fileiras de pontos e listras brancos e levemente azulados, além de solitárias pontuações em vermelho, que podem ocupar tanto as asas anteriores quanto as posteriores; apresentando dimorfismo sexual evidente. Vistas por baixo, machos apresentam padrão de folha seca, escondendo sua mancha amarelada quando em repouso. Machos e fêmeas atingem até 8 centímetros de envergadura.

## Hábitos
Borboletas da espécie Catonephele chromis empoleiram-se em troncos de árvores e aquecem-se na folhagem ou em galhos caídos, em feixes de luz que atingem o solo da floresta. Ambos os sexos apreciam locais ensolarados e machos geralmente são encontrados isolados, muitas vezes a menos de um metro acima do chão. Se perturbados, costumam passar alguns momentos circulando, para depois voltar próximos à posição original.

## Lagarta
Lagartas de Catonephele chromis passam por vários estágios e, em seu último estágio larvar, são de coloração predominantemente verde; contendo dois prolongamentos, como chifres, acima da cabeça e numerosos prolongamentos espinescentes, de coloração branca, com pequenas pontuações de mesma coloração.

## Subespécies
Catonephele chromis possui duas subespécies: 
- Catonephele chromis chromis - (E. Doubleday, [1848]); localidade tipo Honduras
- Catonephele chromis godmani - Stichel, 1901; localidade tipo Costa Rica, Panamá, Colômbia[1]